# Danh sách cờ Zimbabwe
Dưới đây là danh sách các loại cờ từng được dùng làm hiệu kỳ của các tổ chức chính trị - xã hội cấp quốc gia tại Zimbabwe, được các tài liệu độc lập và có uy tín ghi nhận:

## Quốc kỳ
| Cờ | Thời điểm    | Sử dụng | Mô tả |
| -- | ------------ | ------- | --- |
|    | 1980 đến nay | Quốc kỳ | Seven horizontal lines with a triangular section to the left consisting of a five point star and the Zimbabwe bird. |